# V439 Андромеды
V439 Андромеды (лат. V439 Andromedae), HD 166 — кратная звезда в созвездии Андромеды на расстоянии приблизительно 44,9 световых лет (около 13,8 парсеков) от Солнца. Возраст звезды определён как около 1,7 млрд лет.

## Характеристики
Первый компонент (CCDM J00065+2900A) — оранжевый карлик, вращающаяся переменная звезда типа BY Дракона (BY) спектрального класса K0Ve. Видимая звёздная величина звезды — от +6,17m до +6,13m. Масса — около 0,98 солнечной, радиус — около 0,87 солнечного, светимость — около 0,651 солнечной. Эффективная температура — около 5552 K.
Второй компонент (TYC 1735-937-1) — оранжевая звезда спектрального класса K. Видимая звёздная величина звезды — +8,9m. Радиус — около 5,82 солнечного, светимость — около 16,153 солнечной. Эффективная температура — около 4797 K. Удалён на 158,6 угловых секунд.
Третий компонент (UCAC3 238-739). Видимая звёздная величина звезды — +10m. Удалён на 153,2 угловых секунды.
Четвёртый компонент (UCAC3 238-738). Видимая звёздная величина звезды — +10,5m. Удалён от третьего компонента на 3,3 угловых секунды.
Пятый компонент (WDS J00066+2901E). Видимая звёздная величина звезды — +17,2m. Удалён на 10,2 угловых секунд.

## Планетная система
В 2019 году учёными, анализирующими данные проектов HIPPARCOS и Gaia, у звезды обнаружена планета.

## Наблюдения
На небе звезда находится в 2,1 угловых минутах от звезды Альферац. Однако, эти звёзды гравитационно не связаны: из измерений параллакса, полученных во время миссии Hipparcos, известно, что звезда удалена примерно на 44,94 св. лет (13,78 пк), в то время как Альферац удалён на 97 св. лет (29,7 пк), т.е в два раза дальше, т.о. HD 166 является звездой переднего плана.
Звезда наблюдается севернее 61° ю. ш., то есть практически на всей территории обитаемой Земли, за исключением Антарктиды. Лучшее время наблюдения — сентябрь.

## Свойства звезды
Спектральный класс HD 166 — K0Ve, что означает, что она несколько меньше (0,9172 {\displaystyle R_{\bigodot }}) и тусклее нашего Солнца (0,6078 {\displaystyle L_{\bigodot }}), также это указывает на то, что водород в ядре звезды служит ядерного «топливом», то есть звезда находится на главной последовательности. Также стоит обратить внимание на суффикс «e», который указывает на наличие линий излучения в спектре. Звезда излучает энергию со своей внешней атмосферы при эффективной температуре около 5 509 К, что придаёт ей оранжевый оттенок звезды К-типа.
Для того чтобы планета, аналогичная нашей Земле, получала примерно столько же энергии, сколько она получает от Солнца, её надо было бы поместить на расстоянии 0,77 а.е. (то есть почти на орбиту Венеры). Причём с такого расстояния HD 166 выглядела бы на 46 % больше нашего Солнца, каким мы его видим с Земли — 0,73° (угловой диаметр нашего Солнца — 0,5°).
Звезда имеет поверхностную гравитацию 4,49 СГС или 309 м/с2, то есть чуть больше солнечной (274,0 м/с2). Звезды, имеющие планеты, имеют тенденцию иметь большую металличность по сравнению с Солнцем, но HD 166 имеет точно такую же металличность как и Солнце: содержание железа в ней относительно водорода составляет 100 % от солнечного. Вращаясь с экваториальной скоростью 4,1 км/с (то есть со скоростью практически в 2 раза больше солнечной), этой звезде требуется порядка 11,7 дня, чтобы совершить полный оборот. HD 166 имеет возраст 78±28 млн. лет, а это значит что она ещё очень молодая и только выходит на главную последовательность. Правда, возрастные оценки варьируются от 78 млн. лет в зависимости от его хромосферной активности до 9,6 млрд. лет в сравнении с теоретическими эволюционными треками. Однако, поскольку звезда является членом ассоциации Геркулеса—Лиры, то всё-таки возраст 78 млн. лет представляется гораздо более вероятным.
У этой звезды было обнаружено рентгеновское излучение с оценочной светимостью 8,5⋅1028 эрг/с. Избыток инфракрасного излучения также был обнаружен около звезды HD 166, что, скорее всего, указывает на наличие околозвёздного диска с радиусом 7,5 а.е. (то есть примерно между ортитами Юпитера и Сатурна). Температура этой пыли составляет 90 К. А учитывая возраст звезды, можно сказать, что планетная система у звезды только формируется.

## Переменность звезды
Было установлено, что периодичность фотометрической изменчивости HD 166 примерно совпадает по порядку величины с периодом её вращения и составляет 6,23 дней. Сама же яркость меняется менее чем на 1 %: с 6.09m до 6.14m. Это позволяет классифицировать звезду как переменную типа BY Дракона, где изменения яркости вызваны наличием крупных звёздных пятен на поверхности и хромосферной активностью самой звезды.

## Оптическая кратность звезды
Двойственность HD 166 была открыта в В. Я. Струве 1853 году (AB). Третья звезда (A-CD) была открыта группой немецких учённых под руководством Ф. В. Аргеландера в 1865 году. И, наконец, Ш. Бёрнхем, разрешил пару CD, открыв четвёртую звезду в 1907 году. Согласно Вашингтонскому каталогу визуально-двойных звёзд, параметры этих компонентов приведены в таблице:
| Компонент | Год  | Количество измерений | Позиционный угол | Угловое расстояние | Видимая звёздная величина 1 компонента | Видимая звёздная величина 2 компонента |
| AB        | 1852 | 9                    | 244°             | 143.1"             | 6.3m                                   | 8.9m                                   |
| AB        | 1921 | 9                    | 252°             | 162.7"             | 6.3m                                   | 8.9m                                   |
| A-CD      | 1886 | 6                    | 182°             | 156.4"             | 6.3m                                   | 9.9m                                   |
| A-CD      | 1923 | 6                    | 187°             | 150"               | 6.3m                                   | 9.9m                                   |
| CD        | 1907 | 6                    | 210°             | 3.3"               | 10m                                    | 10.5m                                  |

Однако, у звезды, похоже, нет спутников. Когда-то считалось, что у неё есть три тусклых звёздных компаньона на расстоянии 162.7, 150, 3,3 секунд дуги, однако, измерения их движения показывают, что они движутся очень быстро, и, скорее всего, визуальные спутники не имеет гравитационной связи с HD 166, то есть звёзды просто находится на линии прямой видимости. Звезда имеет собственное движение 422 mas/год по направлению 114,1° с севера на юг. Радиальная гелиоцентрическая скорость звезды равна −8 км/с и это значит, что звезда приближается к Солнцу.

## Ближайшее окружение звезды
Следующие звёздные системы находятся на расстоянии в пределах 20 световых лет от системы HD 166 (включены только: самая близкая звезда, самые яркие (<6,5m) и примечательные звёзды). Их спектральные классы приведены на фоне цвета этих классов (эти цвета взяты из названий спектральных типов и не соответствуют наблюдаемым цветам звёзд):
| Звезда            | Спектральный класс | Расстояние, св. лет |
| 85 Пегаса         | G3 V               | 4.54                |
| 54 Рыб            | K0+ V              | 11.33               |
| 51 Пегаса         | G2-3 V             | 15.52               |
| Ипсилон Андромеды | F8 IV              | 16.99               |
| Йота Рыб          | F7 V               | 18.82               |